# Monocolpodia
Monocolpodia is een muggengeslacht uit de familie van de galmuggen (Cecidomyiidae).

## Soorten
- M. decussata (Yukawa, 1971)
- M. spiniformis (Mamaev, 1964)